# Dominique Autié
Pour les articles homonymes, voir Autié.
Dominique Autié est un écrivain et éditeur français né à Bourg-la-Reine le  6 octobre 1949 et mort à Toulouse le 27 mai 2008.

## Biographie
Ancien élève de l'École Estienne, il fut le directeur des Éditions Privat à Toulouse et l'un des fondateurs des éditions In Texte.
Il a publié un certain nombre d'ouvrages aussi bien d'érudition pure que de fiction, des essais et des recueils de poésies. Il a par ailleurs été un écrivain blogueur parmi les plus actifs.

### Principales publications
- Royaume pour ses doigts, Éditions Commune mesure, 1976.
- Rupestres, avec des bois gravés de Jean Coulon, Éditions Commune mesure, 1977.
- Mon Frère dans la tête, Éditions Plasma, 1980 (adapté par la Compagnie des Mots dits de Chambéry en février 1993).
- Ici le temps n'en finit pas, Éditions des Prouvaires, 1980.
- Les Métropolitaines, Éditions Plasma, 1981.
- L'Heure d'hiver, Éditions du Fourneau, 1981.
- Les Corps artificiels in Mannequins, Éditions Marc Walter/Colona, 1981.
- Approches de Roger Caillois, Éditions Privat, 1983 (ouvrage couronné par l’Académie française).
- Le Cabinet du naturaliste, Éditions Clancier-Guénaud, 1988.
- L’Imposition des mains, avec des photographies de Patrick Riou, Éditions L’Éther Vague/Patrice Thierry, 1993.
- Langes de la passion, Éditions L’Éther Vague/Patrice Thierry, 1995.
- Toutes les larmes du corps : devant le Linceul de Turin, Éditions du Rocher, 1998. •  (ISBN 978-2-26802-859-0)
- La Galère espagnole, Éditions Sables, 1998.
- Jean Henri Fabre – Maisons, chemin faisant, en collaboration avec Sylvie Astorg, collection « Maisons d’écrivain », Éditions Christian Pirot, 1999.
- La Ligne de Sceaux, collection « Terre d’encre », Éditions du Laquet, 2000.
- Pyrénées, photographies de Jacques Sierpinski, collection « La France vagabonde », Rando Éditions, 2000.
- Alpes, photographies de Jacques Sierpinski, collection « La France vagabonde », Rando Éditions, 2000.
- De la page à l’écran – Réflexions et stratégies devant l’évolution de l’écrit sur les nouveaux supports de l’information, Éditions Élæis, Montréal (Canada), 2000 – Grand Prix 2001 de l’œuvre multimédia de la Société des gens de lettres de France (SGDL). Nouvelle édition revue et augmentée : InTexte, 2003.

### Romans
- Blessures exquises, Éditions Belfond, 1994.
- Le Bec dans l’eau, Éditions Phébus, 1998.
- Le Clavier bien tempéré, Éditions Michel de Maule, 2004.

### Théâtre – Performance
- La Décomposition ou La Thèse du gros orteil (commande d’État à l’écriture dramatique pour la Compagnie des Mots dits de Chambéry), 1997.
- Présentation à Gargas de l'Homme-aux-Liens – Récitatif à voix alternée sur des textes de Georges Bataille, Pierre Teilhard de Chardin, Pascal Quignard, René Char, Girodano Bruno, Marguerite Duras, pour le centenaire de la découverte scientifique des mains négatives. Grottes de Gargas, 23 et 30 août 2006.

### Publication électroniques
- Mais qu'est-ce qu'on va devenir ? – Chronique de l'automne 2001.

## Prix
- Prix Broquette-Gonin 1983 : Approches de Roger Caillois